# David Murry
David Murry (ur. 29 stycznia 1957 roku w Nowym Orleanie) – amerykański kierowca wyścigowy.

## Kariera
Murry rozpoczął karierę w międzynarodowych wyścigach samochodowych w 1983 roku od startów w SCCA National Championship Runoffs Formula F, gdzie został sklasyfikowany na 24 pozycji. W późniejszych latach Amerykanin pojawiał się także w stawce SCCA National Championship Runoffs Sports Renault, IMSA Camel GTP Championship, IMSA World Sports Car Championship, 24-godzinnego wyścigu Le Mans, Grand American Rolex Series, American Le Mans Series, NASCAR Winston Cup, Grand American Sports Car Series, Asian Le Mans Series, Continental Tire Sports Car Challenge oraz Intercontinental Le Mans Cup.